# Stor-Marsjön
Stor-Marsjön är en sjö i Robertsfors kommun i Västerbotten och ingår i Mångbyån-Kålabodaåns kustområde. Sjön har en area på 0,0837 kvadratkilometer och ligger 43 meter över havet.

## Delavrinningsområde
Stor-Marsjön ingår i det delavrinningsområde (714607-175918) som SMHI kallar för Mynnar i Sundbäcken. Medelhöjden är 45 meter över havet och ytan är 3,85 kvadratkilometer. Det finns inga avrinningsområden uppströms utan avrinningsområdet är högsta punkten. Vattendraget som avvattnar avrinningsområdet har biflödesordning 2, vilket innebär att vattnet flödar genom totalt 2 vattendrag innan det når havet efter 3,6 kilometer. Avrinningsområdet består mestadels av skog (90 procent). Avrinningsområdet har 0,08 kvadratkilometer vattenytor vilket ger det en sjöprocent på 2,2 procent.